# NGC 1276
NGC 1276是位于英仙座的一個雙星系統。该雙星系统由天文学家約翰·路易·埃米爾·德雷耳于1876年12月12日发现。NGC 1276內的兩顆星球的大小和光度与太阳大致相同。